# Porte de Berne

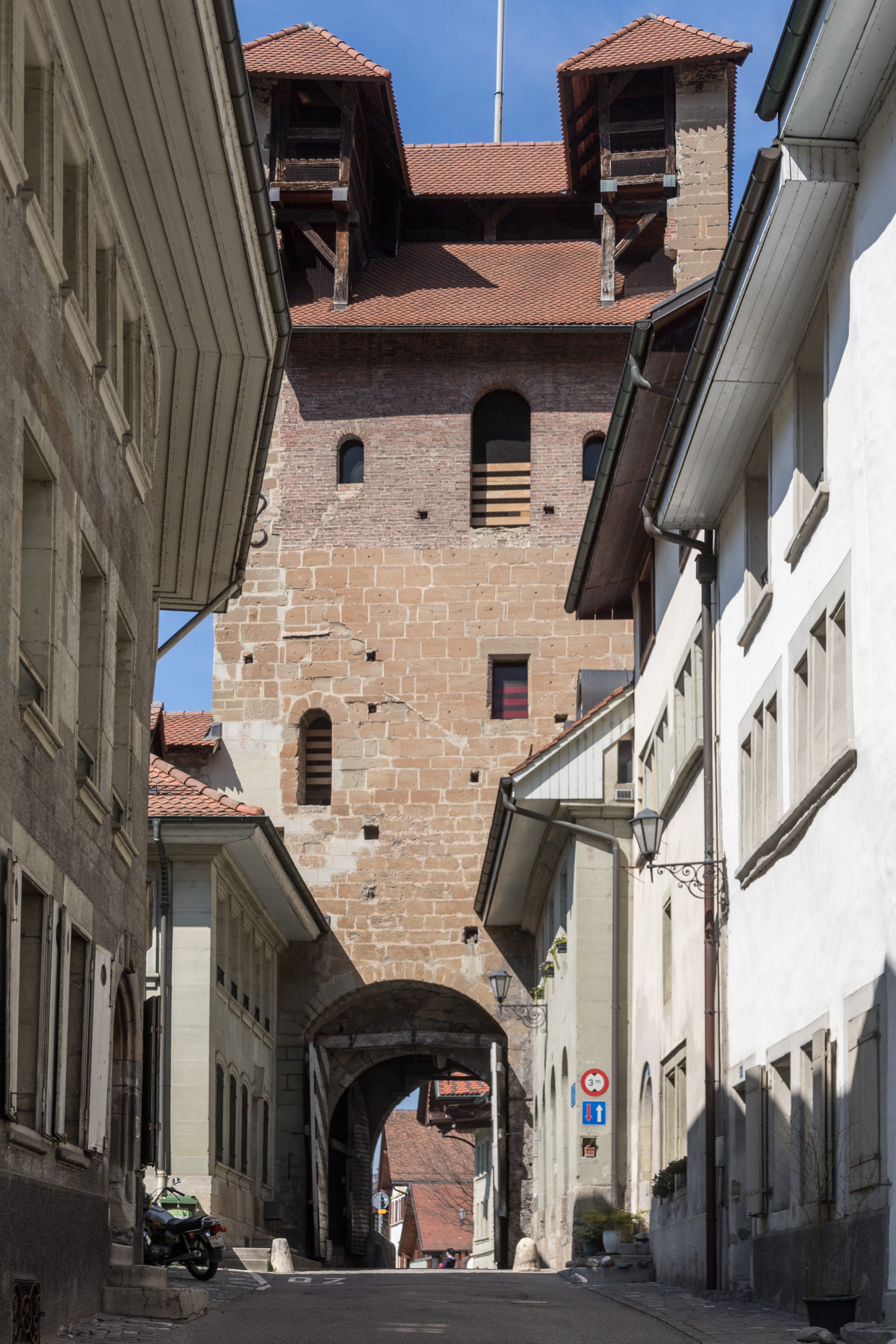
Brama Berneńska od strony miasta

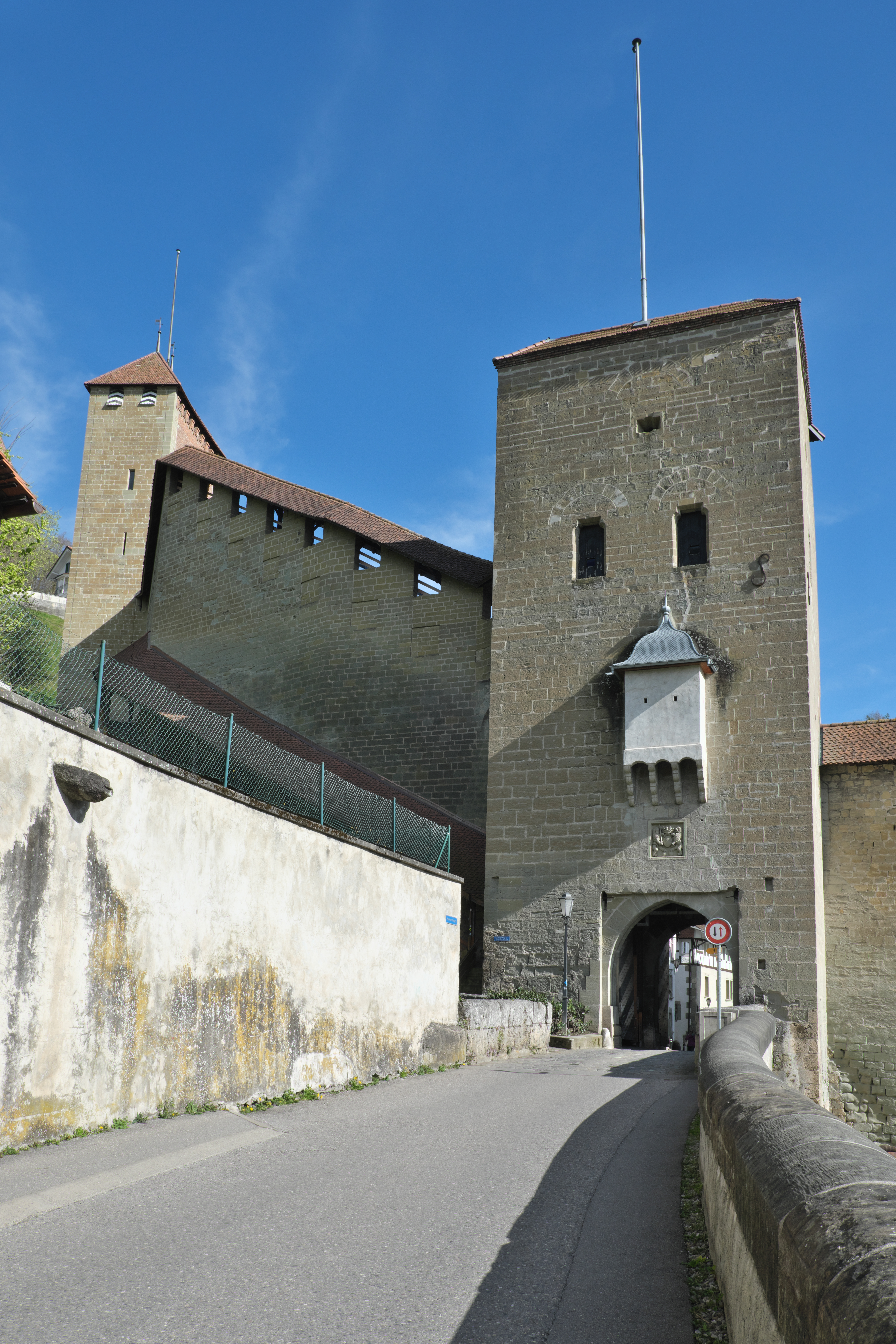
Brama Berneńska od strony zewnętrznej

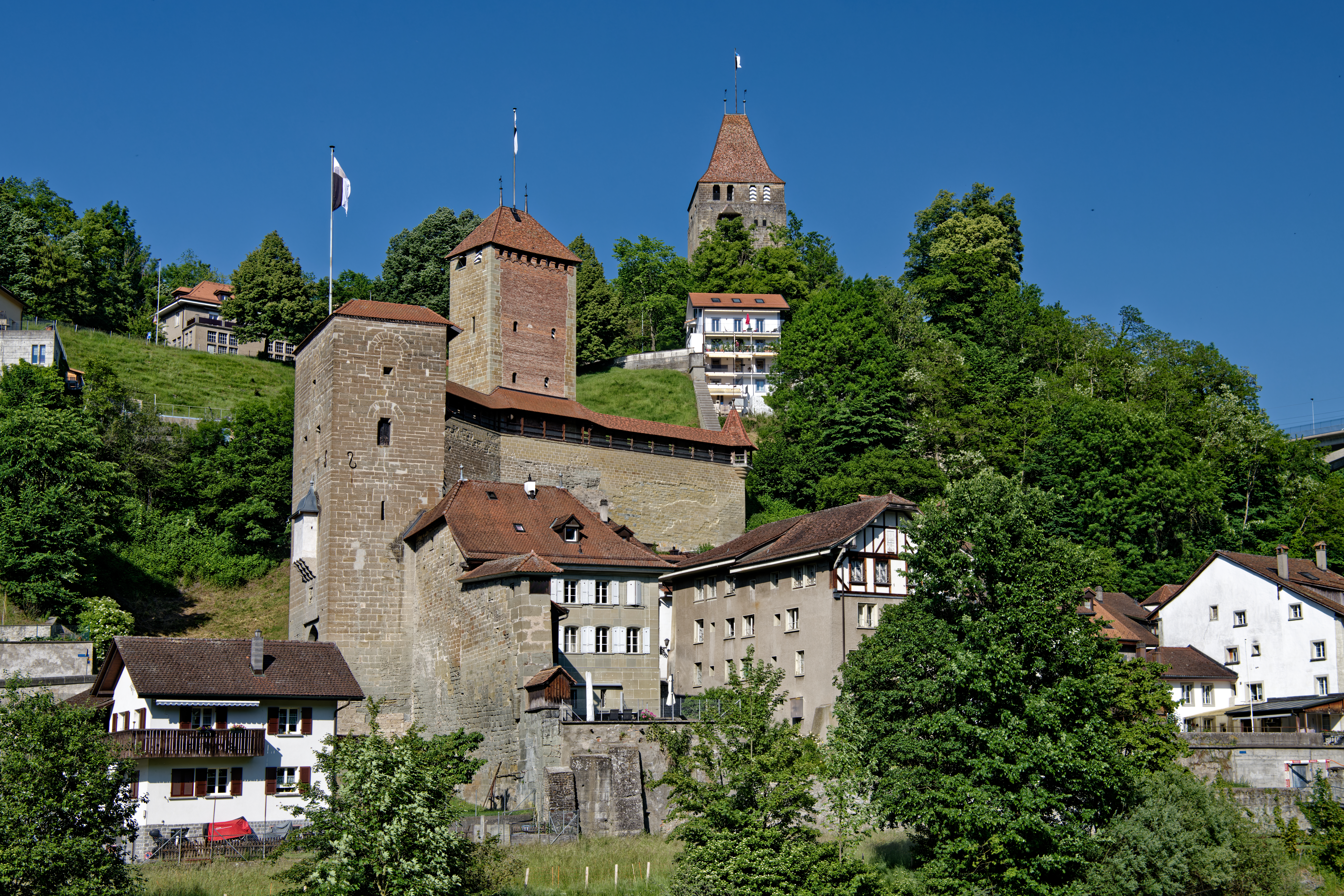
Od lewej w górę: Brama Berneńska, Kocia Wieża, Czerwona Wieża

Porte de Berne, także: (pol.) Brama Berneńska, (fr.) Tour-Porte de Berne, (niem.) Berntor – jedna z kilku zachowanych bram miejskich Fryburga w Szwajcarii. Jej nazwa związana jest z tym, iż przez nią wychodziła droga z miasta w kierunku Berna.

## Położenie
Brama znajduje się na prawym brzegu rzeki Sarine, niemal tuż nad jej brzegiem, w miejscu, do którego od strony wschodniej schodził stokiem od Kociej Wieży ciąg muru obronnego, w pobliżu krytego mostu na Sarine, zwanego też Berneńskim (Pont de Berne).
Od strony średniowiecznego miasta dochodzi do niej Rue des Forgerons, zaś po drugiej stronie bramy zaczyna się Route des Neigles.

## Historia
Pierwsza brama istniała w tym miejscu już w XIII w. Powstała zapewne w latach 1270–1290 wraz z rozwojem położonej nad samą rzeką dzielnicy Auge. Obecna została zbudowana przez mistrza Rudy’ego de Hohenberg w roku 1383, o czym świadczy data wyryta w kamieniu. Była przebudowywana w latach 1402–1418.
Podobnie jak większość najstarszych baszt i bram Fryburga, Porte de Berne była pierwotnie budowlą w formie baszty łupinowej (otwartej od strony miasta). Zamurowano ją w późniejszym czasie. Po pożarze w 1660 r. była remontowana i nakryta nowym dachem .

## Charakterystyka
Obecna brama jest murowana z kamienia, na planie zbliżonym do kwadratu, 6-kondygnacyjna, wysoka na 24 m. W górnych partiach od strony miasta zamurowanie z cegły. Dach wielopołaciowy, kryty dachówką ceramiczną, na najwyższej kondygnacji nakrywa zachowane drewniane ganki straży. Zachowały się skrzydła bramne i pozostałości systemu mostu zwodzonego. Od strony zewnętrznej ponad otworem bramnym machikuł w formie wykuszu z 1587 r., nakryty kopułką z lat 60. XVII w. Poniżej wykuta w piaskowcu płaskorzeźba z herbem miasta (korona podtrzymywana przez dwa lwy) z roku 1664.